# عزبة عبد ربه
عزبة عبد ربه تجمع سكني فلسطيني، تقع ضمن نطاق بلدية جباليا. يحدها من الجنوب حي السلام ومن الشمال أراضي المواطنين الزراعية (خور زنون الشمالي) ومن الشرق شارع الكرامة ومن الغرب شارع صلاح الدين. ويعرف أهلها بالبساطة والتدين سميت بهذا الاسم نسبة إلى أكبر عائلاتها. يذكر أن عزبة عبد ربه دمرت بشكل كبير من قبل جيش الاحتلال الصهيوني إبان حرب الفرقان على غزة 2008-2009  